# Premiership Rugby 2008-2009
Premiership Rugby 2008-09 fu il 22º campionato nazionale inglese di rugby a 15 di prima divisione.
Si tenne dal 6 settembre 2008 al 16 maggio 2009 tra 12 squadre, che si incontrarono nella stagione regolare a girone unico che designò le quattro contendenti ai play-off per il titolo finale.
Il torneo fu noto anche come Guinness Premiership a seguito di accordo di naming stipulato ad aprile 2005 con il birrificio irlandese Guinness.
Per appena la seconda volta dall'istituzione in pianta stabile dei play-off fu la squadra vincitrice della stagione regolare ad aggiudicarsi il titolo: si trattò di Leicester, alla sua ottava affermazione, che batté 10-9 in finale il London Irish, a propria volta esordiente a sorpresa nella gara decisiva del campionato dopo avere battuto allo Stoop l'Harlequins per 17-0 in semifinale.
A retrocedere in Championship, il nuovo nome della seconda divisione, fu invece Bristol con due turni d'anticipo dopo cinque stagioni continue in Premiership.
Pur fuori dai posti in classifica che garantivano l'accesso all'Heineken Cup 2009-10, Northampton si qualificò a tale competizione grazie alla vittoria della Challenge Cup della stagione in corso.
Il valore delle marcature, come stabilito dall’IRFB nel 1992, era: 5 punti per ciascuna meta (7 se trasformata), 3 punti per la realizzazione di ciascun calcio piazzato, idem per il drop.

## Squadre partecipanti
- Bath
- Bristol
- Gloucester
- Harlequins (Londra)
- Leicester
- London Irish (Londra)
- London Wasps (Londra)
- Newcastle (Newcastle upon Tyne)
- Northampton
- Sale Sharks (Sale)
- Saracens (Londra)
- Worcester

## Stagione regolare

### Risultati
|            | 1ª giornata               |       |
| ---------- | ------------------------- | ----- |
| 6-9-2008   | London Irish – Wasps      | 26-14 |
| 6-9-2008   | Saracens – Harlequins     | 21-24 |
| 7-9-2008   | Northampton – Worcester   | 21-13 |
| 7-9-2008   | Bristol – Bath            | 20-33 |
| 7-9-2008   | Newcastle – Sale          | 9-14  |
| 7-9-2008   | Gloucester – Leicester    | 8-20  |
|            |                           |       |
|            | 4ª giornata               |       |
| 26-9-2008  | Sale – Gloucester         | 23-9  |
| 26-9-2008  | Newcastle – Bristol       | 17-3  |
| 26-9-2008  | Leicester – Wasps         | 19-28 |
| 27-9-2008  | Bath – Worcester          | 37-19 |
| 27-9-2008  | Saracens – Northampton    | 26-12 |
| 27-9-2008  | Harlequins – London Irish | 27-28 |
|            |                           |       |
|            | 7ª giornata               |       |
| 21-11-2008 | Gloucester – Bristol      | 39-10 |
| 21-11-2008 | Worcester – Newcastle     | 26-11 |
| 22-11-2008 | Northampton – Bath        | 28-28 |
| 22-11-2008 | Leicester – Harlequins    | 27-14 |
| 23-11-2008 | London Irish – Saracens   | 27-14 |
| 23-11-2008 | Wasps – Sale              | 12-13 |
|            |                           |       |
|            | 10ª giornata              |       |
| 26-12-2008 | Sale – Wasps              | 31-3  |
| 27-12-2008 | Saracens – London Irish   | 16-13 |
| 27-12-2008 | Bath – Northampton        | 25-14 |
| 27-12-2008 | Bristol – Gloucester      | 10-29 |
| 27-12-2008 | Newcastle – Worcester     | 16-16 |
| 27-12-2008 | Harlequins – Leicester    | 26-26 |
|            |                           |       |
|            | 13ª giornata              |       |
| 13-2-2009  | Bristol – Newcastle       | 3-35  |
| 14-2-2009  | London Irish – Harlequins | 9-14  |
| 14-2-2009  | Gloucester – Sale         | 24-17 |
| 14-2-2009  | Northampton – Saracens    | 20-15 |
| 14-2-2009  | Worcester – Bath          | 17-34 |
| 15-2-2009  | Wasps – Leicester         | 36-29 |
|            |                           |       |
|            | 16ª giornata              |       |
| 7-3-2009   | Bath – Bristol            | 45-8  |
| 7-3-2009   | Leicester – Gloucester    | 24-10 |
| 7-3-2009   | Harlequins – Saracens     | 21-15 |
| 7-3-2009   | Worcester – Northampton   | 12-22 |
| 8-3-2009   | Sale – Newcastle          | 25-32 |
| 8-3-2009   | Wasps – London Irish      | 21-16 |
|            |                           |       |
|            | 19ª giornata              |       |
| 31-1-2009  | Gloucester – London Irish | 23-21 |
| 31-1-2009  | Harlequins – Northampton  | 27-6  |
| 27-3-2009  | Sale – Bath               | 23-16 |
| 27-3-2009  | Newcastle – Leicester     | 14-10 |
| 29-3-2009  | Bristol – Worcester       | 37-18 |
| 29-3-2009  | Saracens – Wasps          | 19-14 |
|            |                           |       |
|            | 22ª giornata              |       |
| 25-4-2009  | Bath – Saracens           | 33-18 |
| 25-4-2009  | Harlequins – Newcastle    | 31-12 |
| 25-4-2009  | Leicester – Bristol       | 73-3  |
| 25-4-2009  | Wasps – Gloucester        | 34-3  |
| 25-4-2009  | Sale – Northampton        | 24-18 |
| 25-4-2009  | Worcester – London Irish  | 15-32 |

|            | 2ª giornata              |       |
| ---------- | ------------------------ | ----- |
| 12-9-2008  | Sale – Saracens          | 18-15 |
| 13-9-2008  | Bath – Gloucester        | 17-21 |
| 13-9-2008  | Harlequins – Bristol     | 31-13 |
| 13-9-2008  | Leicester – London Irish | 24-22 |
| 14-9-2008  | Wasps – Worcester        | 10-11 |
| 14-9-2008  | Newcastle – Northampton  | 32-22 |
|            |                          |       |
|            | 5ª giornata              |       |
| 30-09-2008 | Gloucester – Newcastle   | 39-23 |
| 1-10-2008  | Wasps – Bath             | 23-27 |
| 1-10-2008  | Bristol – Saracens       | 16-23 |
| 1-10-2008  | Leicester – Northampton  | 29-19 |
| 1-10-2008  | London Irish – Sale      | 28-6  |
| 2-10-2008  | Worcester – Harlequins   | 23-30 |
|            |                          |       |
|            | 8ª giornata              |       |
| 28-11-2008 | Sale – Leicester         | 27-13 |
| 28-11-2008 | Newcastle – Wasps        | 17-23 |
| 29-11-2008 | Gloucester – Northampton | 33-10 |
| 30-11-2008 | Bristol – London Irish   | 13-18 |
| 30-11-2008 | Harlequins – Bath        | 21-14 |
| 30-11-2008 | Saracens – Worcester     | 23-6  |
|            |                          |       |
|            | 11ª giornata             |       |
| 3-1-2009   | Gloucester – Saracens    | 22-16 |
| 3-1-2009   | London Irish – Newcastle | 48-8  |
| 3-1-2009   | Northampton – Bristol    | 30-8  |
| 4-1-2009   | Leicester – Bath         | 24-22 |
| 4-1-2009   | Wasps – Harlequins       | 24-18 |
| 31-1-2009  | Worcester – Sale         | 20-37 |
|            |                          |       |
|            | 14ª giornata             |       |
| 20-2-2009  | Sale – Bristol           | 32-13 |
| 20-2-2009  | Newcastle – Saracens     | 13-9  |
| 21-2-2009  | Bath – London Irish      | 20-20 |
| 21-2-2009  | Harlequins – Gloucester  | 14-9  |
| 21-2-2009  | Leicester – Worcester    | 38-5  |
| 22-2-2009  | Wasps – Northampton      | 9-5   |
|            |                          |       |
|            | 17ª giornata             |       |
| 13-3-2009  | Bristol – Leicester      | 17-23 |
| 14-3-2009  | Gloucester – Wasps       | 24-22 |
| 14-3-2009  | Northampton – Sale       | 38-3  |
| 15-3-2009  | London Irish – Worcester | 38-17 |
| 15-3-2009  | Newcastle – Harlequins   | 24-16 |
| 15-3-2009  | Saracens – Bath          | 20-16 |
|            |                          |       |
|            | 20ª giornata             |       |
| 4-4-2009   | Bath – Harlequins        | 3-19  |
| 4-4-2009   | London Irish – Bristol   | 38-21 |
| 4-4-2009   | Northampton – Gloucester | 40-22 |
| 4-4-2009   | Worcester – Saracens     | 22-8  |
| 4-4-2009   | Leicester – Sale         | 37-31 |
| 5-4-2009   | Wasps – Newcastle        | 12-6  |

|            | 3ª giornata                |       |
| ---------- | -------------------------- | ----- |
| 19-9-2008  | Bristol – Sale             | 6-9   |
| 20-9-2008  | Gloucester – Harlequins    | 24-20 |
| 20-9-2008  | London Irish – Bath        | 16-20 |
| 20-9-2008  | Northampton – Wasps        | 24-20 |
| 20-9-2008  | Worcester – Leicester      | 17-19 |
| 21-9-2008  | Saracens – Newcastle       | 44-14 |
|            |                            |       |
|            | 6ª giornata                |       |
| 14-11-2008 | Sale – Worcester           | 9-17  |
| 15-11-2008 | Bath – Leicester           | 25-21 |
| 16-11-2008 | Bristol – Northampton      | 14-13 |
| 16-11-2008 | Harlequins – Wasps         | 32-10 |
| 16-11-2008 | Newcastle – London Irish   | 8-24  |
| 16-11-2008 | Saracens – Gloucester      | 21-25 |
|            |                            |       |
|            | 9ª giornata                |       |
| 20-12-2008 | Leicester – Newcastle      | 20-3  |
| 20-12-2008 | Wasps – Saracens           | 33-24 |
| 20-12-2008 | Bath – Sale                | 24-20 |
| 20-12-2008 | London Irish – Gloucester  | 42-12 |
| 20-12-2008 | Northampton – Harlequins   | 23-13 |
| 20-12-2008 | Worcester – Bristol        | 20-20 |
|            |                            |       |
|            | 12ª giornata               |       |
| 9-1-2009   | Sale – London Irish        | 14-8  |
| 10-1-2009  | Northampton – Leicester    | 17-13 |
| 11-1-2009  | Newcastle – Gloucester     | 10-7  |
| 11-1-2009  | Saracens – Bristol         | 37-13 |
| 1-4-2009   | Harlequins – Worcester     | 60-14 |
| 1-4-2009   | Bath – Wasps               | 22-14 |
|            |                            |       |
|            | 15ª giornata               |       |
| 28-2-2009  | Gloucester – Bath          | 36-27 |
| 28-2-2009  | Northampton – Newcastle    | 13-19 |
| 28-2-2009  | Worcester – Wasps          | 13-12 |
| 1-3-2009   | London Irish – Leicester   | 28-31 |
| 1-3-2009   | Bristol – Harlequins       | 14-17 |
| 1-3-2009   | Saracens – Sale            | 24-23 |
|            |                            |       |
|            | 18ª giornata               |       |
| 21-3-2009  | Bath – Newcastle           | 36-25 |
| 21-3-2009  | Leicester – Saracens       | 46-16 |
| 22-3-2009  | London Irish – Northampton | 32-27 |
| 22-3-2009  | Harlequins – Sale          | 38-20 |
| 22-3-2009  | Wasps – Bristol            | 21-19 |
| 22-3-2009  | Worcester – Gloucester     | 14-10 |
|            |                            |       |
|            | 21ª giornata               |       |
| 17-4-2009  | Sale – Harlequins          | 28-6  |
| 18-4-2009  | Northampton – London Irish | 21-17 |
| 19-4-2009  | Bristol – Wasps            | 18-36 |
| 19-4-2009  | Saracens – Leicester       | 13-16 |
| 19-4-2009  | Newcastle – Bath           | 14-15 |
| 21-4-2009  | Gloucester – Worcester     | 6-13  |

### Classifica
| Pos | Squadra      | G  | V  | N | P  | PF  | PS  | DP   | BMP | Pt |
| --- | ------------ | -- | -- | - | -- | --- | --- | ---- | --- | -- |
| 1   | Leicester    | 22 | 15 | 1 | 6  | 582 | 401 | +181 | 9   | 71 |
| 2   | Harlequins   | 22 | 14 | 1 | 7  | 519 | 387 | +132 | 8   | 66 |
| 3   | London Irish | 22 | 12 | 1 | 9  | 551 | 386 | +165 | 16  | 66 |
| 4   | Bath         | 22 | 13 | 2 | 7  | 539 | 441 | +98  | 9   | 65 |
| 5   | Sale Sharks  | 22 | 13 | 0 | 9  | 447 | 410 | +37  | 9   | 61 |
| 6   | Gloucester   | 22 | 12 | 0 | 10 | 435 | 448 | −13  | 9   | 57 |
| 7   | London Wasps | 22 | 11 | 0 | 11 | 431 | 416 | +15  | 9   | 53 |
| 8   | Northampton  | 22 | 10 | 1 | 11 | 443 | 434 | +9   | 7   | 49 |
| 9   | Saracens     | 22 | 9  | 0 | 13 | 437 | 447 | −10  | 11  | 47 |
| 10  | Newcastle    | 22 | 9  | 1 | 12 | 362 | 456 | −94  | 6   | 44 |
| 11  | Worcester    | 22 | 7  | 2 | 13 | 348 | 530 | −182 | 2   | 34 |
| 12  | Bristol      | 22 | 2  | 1 | 19 | 299 | 637 | −338 | 7   | 17 |

## Play-off
|  | Semifinali | Semifinali   | Semifinali   |              |           | Finale    | Finale | Finale |  |
|  |            |              |              |              |           |           |        |        |  |
|  | 1          | Leicester    | 24           |              |           |           |        |        |  |
|  | 1          | Leicester    | 24           |              |           |           |        |        |  |
|  | 4          | Bath         | 10           |              |           |           |        |        |  |
|  | 4          | Bath         | 10           |              | Leicester | Leicester | 10     |        |  |
|  |            |              |              |              | Leicester | Leicester | 10     |        |  |
|  |            |              | London Irish | London Irish | 9         |           |        |        |  |
|  | 2          | Harlequins   | London Irish | London Irish | 9         | 0         |        |        |  |
|  | 2          | Harlequins   |              |              |           |           |        |        |  |
|  | 3          | London Irish | 17           |              |           |           |        |        |  |

### Semifinali
| Arbitro: | Dave Pearson (Northumberland) |

|                                 |      |                             |
| Hipkiss 17’ Vesty 38’ Moody 69’ | mt   | 46’ Claassens 57’ S. Hooper |
| Dupuy 17’, 38’, 69’             | tr   |                             |
| Dupuy 51’                       | c.p. |                             |

| Arbitro: | Chris White (Cheltenham) |

|  |      |                      |
|  | mt   | 52’ Hudson 74’ Catt  |
|  | tr   | 52’, 74’ D. Armitage |
|  | c.p. | 42’ D. Armitage      |

### Finale
| Arbitro: | Wayne Barnes (Gloucester) |

| |              | |
| Crane 61’ | mt           | |
| Dupuy 61’ | tr           | |
| Dupuy 17’ | c.p.         | 49’, 72’ D. Armitage |
| | drop         | 1’ Hewat |
| · G. Murphy · S. Hamilton · Erinle · Hipkiss · 21’ J. Murphy · Vesty · Dupuy · Ayerza · 57’ Chuter · 74’ White · Croft · Kay · Newby · 59’ Woods · 40’ Crane | Formazioni   | · Hewat 62’ · Thompstone 41’ · D. Armitage · Mapusua · Tagicakibau · Catt · P. Hodgson · Dermody 72’ · Coetzee 72’ · Skuse 62’ · Hudson · Casey · Danaher 41’ · S. Armitage · Hala’ufia |
| · 21’ M. Smith · 59’ Moody · 57’ Kayser · 74’ Cole | Sostituzioni | · Homer 41’ · Thorpe 41’ · Corbisiero 62’ · Seveali’i 62’ · Buckland 72’ · G. Johnson 72’                                                                                               |
| Richard Cockerill | Allenatori   | Toby Booth |

## Verdetti
- Leicester: Campione d'Inghilterra.
- Leicester, Harlequins, London Irish, Bath, Sale Sharks, Gloucester, Northampton[5]: qualificate alla Heineken Cup 2009-10.
- London Wasps, Saracens, Newcastle, Worcester: qualificate alla Challenge Cup 2009-10.
- Bristol: retrocesso in RFU Championship 2009-10.